# Temporada 1984-1985 del Liceu
| Temporada 1984-1985 del Liceu |                           |                        |                      | |           |                           |
| Òpera                         | Compositor                | Director musical       | Director d'escena    | Papers principals | Producció | Dates                     |
| Tosca                         | Giacomo Puccini           |                        |                      | Jaume Aragall, Eva Marton |           |                           |
| El cavaller de la rosa        | Richard Strauss           |                        |                      | Montserrat Caballé |           | desembre                  |
| Orfeo ed Euridice             | Christoph Willibald Gluck |                        | Jean-Pierre Ponnelle | Ielena Obraztsova |           |                           |
| Borís Godunov                 | Modest Mússorgski         |                        |                      | Matti Salminen |           |                           |
| Il barbiere di Siviglia       | Gioacchino Rossini        | Roberto Abbado         | Paolo Montarsolo     | Leo Nucci, Dalmau González/Eduard Giménez, Adriana Anelli, Giorgio Tadeo, Paolo Montarsolo, Vicenç Esteve, Dídac Monjo, Laura Zanini, Iluminado Muñoz                                                 |           | febrer                    |
| Roméo et Juliette             | Charles Gounod            | Alain Guingal          | Giuseppe De Tomasi   | Ana María González, Alfredo Kraus, Carme Hernández, Roberto Coviello, Dimiter Petkov |           | 18, 21, 24 i 27 de febrer |
| Madama Butterfly              | Giacomo Puccini           | Gerardo Pérez Busquier | Dídac Monjo          | Ilona Tokody, Raquel Pierotti, María Uriz, Antonio Ordóñez, Joan Pons, Josep Ruiz, Vicenç Esteve, Antonio Zerbini, Vicenç Esteve                                                                      |           | 25, 28, 31 març           |
| Les noces de Fígaro           | Wolfgang Amadeus Mozart   | Maximiano Valdés       | Otto Schenk          | Jean-Philippe Lafont, Margaret Marshall, Ileana Cotrubaş, Martin Egel, Helga Müller-Molinari, Carol Wyatt, Artur Korn, Piero De Palma, Alfredo Heilbron, Maria Antònia Martín Regueiro, Vicenç Esteve |           |                           |